# Église de l'Immaculée-Conception de Lambach
Pour les églises consacrées sous le même vocable, voir église de l'Immaculée-Conception.
L’église de l’Immaculée-Conception-de-la-Très-Sainte-Vierge se situe dans la commune française de Lambach et le département de la Moselle.

## Édifice
La première pierre de la Lambacher Bergkirchlein (l’actuel département de la Moselle était alors un territoire allemand) est posée le 6 octobre 1904. De style néoroman, la construction utilise le grès rouge des Vosges du Nord. Les piliers et les arcs contrastent ainsi avec les teintes claires de la décoration, en bois massif des forêts de la région.

### Patrimoine mobilier
Intérieur de l'Église de l'Immaculée-Conception.
Le mobilier de l'église paroissiale de l'Immaculée Conception :
* Les vitraux sont de la maison Ott de Strasbourg et datent de 1957. Ils retracent la vie de la Sainte Vierge. La crucifixion et le vitrail géométrique du chœur sont à remarquer.
* Les cloches sont d'Armand Blanchet (fondeur de cloches) (fondeur de cloches).
* L’autel, qui a remplacé  le maître-autel original (qui a malheureusement été détruit à la suite de la réforme liturgique, proposée par le concile Vatican II dans les années 1960) a été réalisé par les ouvriers du village.
* L'orgue est inauguré le 20 mai 1971. Il est conçu dans l'esprit des instruments classiques des XVIIe et XVIIIe siècles. Il comprend une tuyauterie de quinze jeux, soit 1 096 tuyaux et trois claviers. Il en résulte que les tonalités de Do majeur et de Sol sont particulièrement belles. L'étude et l'esthétique de l'instrument sont de Gaston Kern,.
* Orfèvrerie. L’église possède trois pièces d’orfèvrerie liturgique intéressantes. 
* La première est un calice en argent, portant la lettre-date 1753 de Strasbourg, œuvre de Jean-Louis Imlin le jeune, reçu maître-orfèvre en 1720. Des cornes d'abondance sur fond de feuilles découpées mêlées à des pampres constituent le décor de la fausse-coupe, particulièrement soigné et original.
* Les deux autres pièces, un calice et un ciboire, le premier en argent, le second en cuivre doré, portent le poinçon de Weihinger et datent des années 1800.